# 라이프 이즈 스트레인지: 비포 더 스톰
《라이프 이즈 스트레인지: 비포 더 스톰》(Life Is Strange: Before the Storm)는 덱 나인 제작, 스퀘어 에닉스 배급의 그래픽 어드벤처 게임이다. 2017년 말 마이크로소프트 윈도우, 플레이스테이션 4, 엑스박스 원으로 선출시, 2018년 말 리눅스, 맥 OS, 안드로이드, iOS로 후출시되었다.
《라이프 이즈 스트레인지》의 연작상에서는 두 번째 작품, 설정상으로는 첫 번째 작품의 프리퀄되는 작품이다. 이번에는 클로이 프라이스를 주인공으로 해서, 16살짜리 클로이와 그의 친구 레이첼 앰버의 관계를 중심한 이야기가 된다. 또한 게임플레이는 전작처럼 분기적 대화와 환경과의 상호작용이 중심이 된다.
제작은 2016년경부터 시작되었다. 엔진은 유니티를 사용했다. SAG-AFTRA 파업으로 인하여 전작에서 클로이를 맡았던 애슐리 버치는 불참했다. 단 파업이 끝났을 때 보너스 스테이지에서나마 클로이를 재연기했다. 삽입곡은 영국의 인디 밴드 도터의 작곡, 녹음. 본작은 등장인물, 주제, 이야기에서 호평을 받았지만 설정오류, 등장인물간 관계 및 플레이어의 내린 결정이 엔딩에 크게 영향주지 않는다는 점에 혹평받았다.
| 게임                       | 메타크리틱                             |
| -------------------------- | -------------------------------------- |
| Complete Season            | (PC) 77/100 (PS4) 77/100 (XONE) 82/100 |
| Episode 1: Awake           | (PC) 80/100 (PS4) 78/100 (XONE) 79/100 |
| Episode 2: Brave New World | (PC) 76/100 (PS4) 79/100 (XONE) 76/100 |
| Episode 3: Hell Is Empty   | (PC) 75/100 (PS4) 77/100 (XONE) 81/100 |